# La Fémis
La Fémis (zkratka názvu La Fondation européenne pour les métiers de l'image et du son neboli Evropská nadace pro obory obrazu a zvuku), oficiální název École nationale supérieure des métiers de l'image et du son (neboli Národní vysoká škola oboru obrazu a zvuku) je francouzská státní filmová vysoká škola v Paříži.

## Historie
Škola byla založena v roce 1986. Navázala na tradici vysoké školy Institut des hautes études cinématographiques, která existovala v letech 1945–1965. Od roku 1994 sídlí v ulici Rue Francoeur na Montmartru.

## Absolventi
Od svého vzniku vyškolila Fémis více než šest set odborníků. K významným absolventům patří režiséři:
- Merzak Allouache
- Solveig Anspach
- Emmanuelle Bercot
- Jeanne Biras
- Noël Burch
- Yves Caumon
- Alain Corneau
- Josée Dayan
- Claire Denis
- Arnaud Desplechin
- Vincent Dieutre
- Peter Fleischmann
- Christophe Gans
- Delphine Gleize
- Jean Grémillon
- Lucile Hadzihalilovic
- Gérard Krawczyk
- Patrice Leconte
- Noémie Lvovsky
- Louis Malle
- Laetitia Masson
- Claude Miller
- Orso Miret
- Dominik Moll
- Emmanuel Mouret
- Idrissa Ouédraogo
- François Ozon
- Rithy Panh
- Alain Resnais
- Claude Sautet
- Volker Schlöndorff
- Johan Van Der Keuken
- François Weyergans
- Andrzej Żuławski